# Escherichia coli
Escherichia coli (E. coli) je vrsta bakterij iz rodu ešerihij, ki so normalno v črevesju sesalcev, tudi človeka in predstavlja velik del tako imenovane normalne črevesne flore. Odkril jo je nemški pediater in bakteriolog Theodor Escherich leta 1885 in po njem je tudi dobila ime. E. coli je zelo razširjena bakterija v črevesju in dnevno se v človeškem fecesu nahaja več kot 100 milijard teh bakterij. Le nekateri sevi te vrste bakterije so za človeka patogeni.
Gre za gramnegativno bakterijo in torej ni sposobna tvorbe spor. Za uničenje E. coli v materialu zato zadoščajo običajni postopki, kot sta pasterizacija ali prevretje in ni potrebna sterilizacija, ki sicer uniči tudi spore. Escherichia coli je najbolj raziskan organizem nasploh.

## Patogenost
Nekateri sevi E. coli lahko povzročajo črevesne in zunajčrevesne okužbe (vnetje sečil, meningitis, peritonitis, mastitis, septikemija, pljučnica ...). Sevi črevesne E. coli so razdeljeni glede na virulentnost v:
- enterotoksigene E. coli (ETEC, povzročajo drisko pri ljudeh, prašičih, ovcah, kozah, psih, konjih)
- enteropatogene E. coli (EPEC, povzročajo drisko pri ljudeh, kuncih, psih, mačkah, konjih),
- enteroinvazivne E. coli (EIEC, najdene le pri človeku),
- enterohemoragične E. coli (EHEC, povzroča vnetja črevesne sluznice s krvavitvami),
- enteroadherentne E. coli (EAEC).

## E. coliv znanosti
Leta 1969 je Jonathanu Beckwithu uspela prva izolacija posameznega gena ravno iz te bakterije. Prav tako je bil genom te bakterije prvi, kateremu so v celoti prebrali celotno nukleotidno zaporedje.
E. coli je bakterijska vrsta, ki se najpogosteje uporablja pri raziskavah v mikrobiologiji. Njen celoten genom je že namreč poznan. Izolirani so številni specifični sevi te vrste bakterije. V sodobni biotehnologiji se E. coli uporablja za industrijsko biosintezo insulina, aminokislin in drugih biotehnoloških proizvodov. Za uporabo v te namene je pomembno tudi dejstvo, da E. coli predstavlja normalno človeško črevesno floro in zato ne povzroča alergijskih reakcij.